# 阿瓜布兰卡
阿瓜布兰卡是巴西阿拉戈斯州的一个市镇。总面积456.6平方公里，总人口20000人，人口密度43.8人/平方公里。